# Cristián Canío
Cristián Eduardo Canío Manosalva (Nueva Imperial, Araucanía, Chile, 31 de mayo de 1981) es un exfutbolista chileno. Jugaba de volante ofensivo o delantero.

## Los 3 goles en Argentina
Mientras jugó en San Martín de Tucumán de Argentina, en el primer semestre del año 2009 marcó 3 goles en un partido, convirtiéndose en el primer chileno en marcar 3 goles en un mismo partido de la Primera División de Argentina, en la segunda fecha del clausura 2009 contra Independiente de Avellaneda.

## Clubes
| Club                  | País      | Año       |
| --------------------- | --------- | --------- |
| Deportes Temuco       | Chile     | 1999-2004 |
| → Ñublense (cedido)   | Chile     | 2002      |
| Universidad de Chile  | Chile     | 2005-2006 |
| O'Higgins             | Chile     | 2006      |
| Atlante               | México    | 2007      |
| Cobreloa              | Chile     | 2007      |
| Everton               | Chile     | 2008      |
| San Martín de Tucumán | Argentina | 2009      |
| Audax Italiano        | Chile     | 2009-2010 |
| Colo-Colo             | Chile     | 2010      |
| Audax Italiano        | Chile     | 2011      |
| Cobreloa              | Chile     | 2012      |
| Deportes Antofagasta  | Chile     | 2013-2014 |
| Everton               | Chile     | 2014-2015 |
| Deportes Temuco       | Chile     | 2015-2018 |
| Coquimbo Unido        | Chile     | 2019      |
| Deportes Temuco       | Chile     | 2020-2021 |
| Deportes Valdivia     | Chile     | 2021      |

## Palmarés

### Campeonatos nacionales
| Título           | Club            | País  | Año     |
| ---------------- | --------------- | ----- | ------- |
| Primera División | Everton         | Chile | 2008-A  |
| Primera B        | Deportes Temuco | Chile | 2015-16 |